# Didiemba
Didiemba est une commune rurale située dans le département de Coalla de la province de la Gnagna dans la région de l'Est au Burkina Faso.

## Géographie
Didiemba – qui est une localité agropastorale dispersée en plusieurs centres d'habitations – se trouve à environ 10 km au sud-ouest de Coalla.

## Santé et éducation
Le centre de soins le plus proche de Didiemba est le centre de santé et de promotion sociale (CSPS) de Coalla.